# 佐伊克
佐伊克，是匈牙利佐洛州所辖的一个村，总面积12.39平方公里，总人口211，人口密度17.0人/平方公里（2010年1月1日）。